# Brasserie de Rochefort

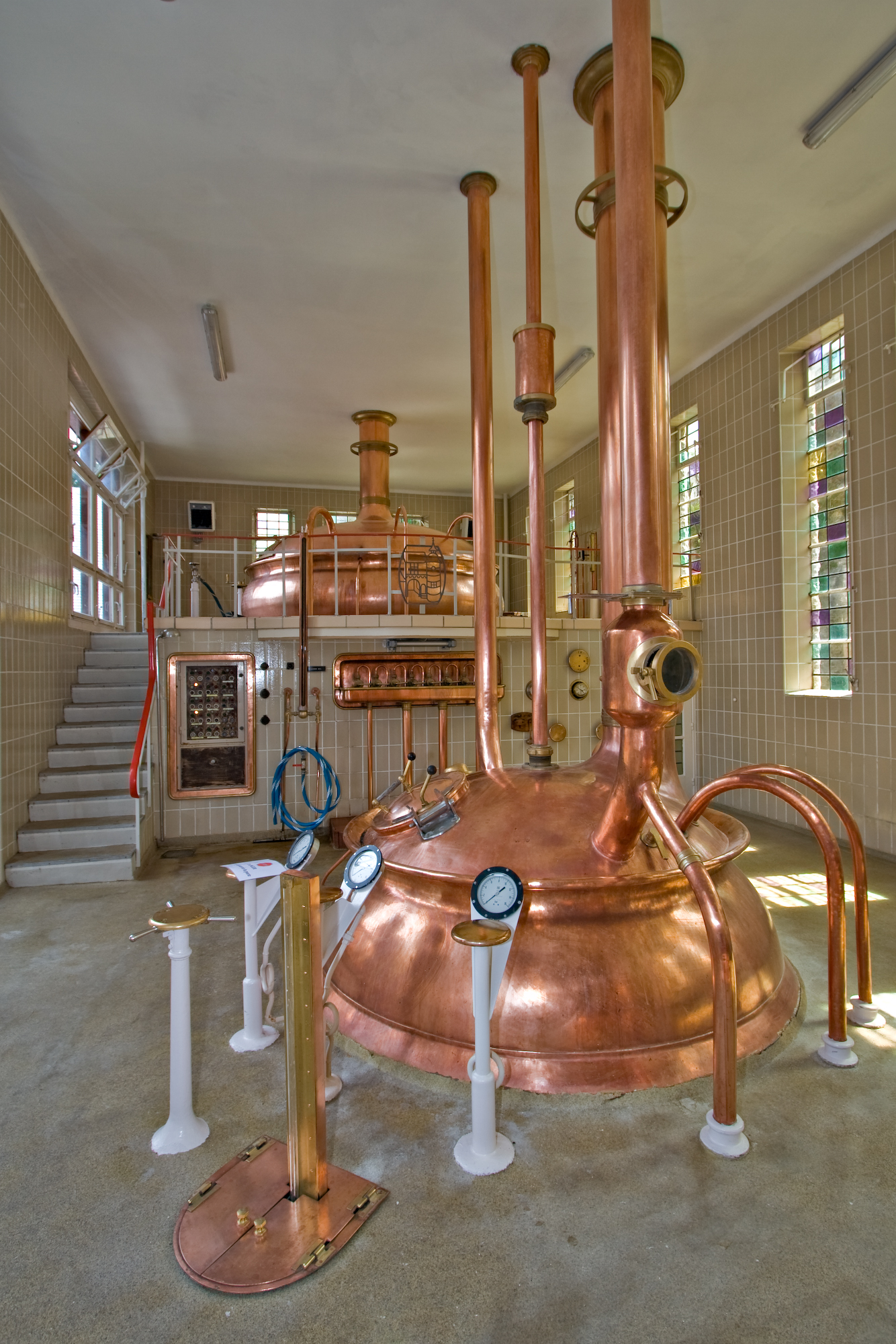
Il birrificio dei monaci trappisti di Rochefort

La Brasserie de Rochefort è un birreria trappista belga, situata all'interno della Abbazia di Notre-Dame de Saint-Rémy, vicino alla città di Rochefort. Al suo interno si hanno notizie della produzione di birra già dal 1595. Nel monastero risiedono circa quindici monaci che tengono gelosamente nascosto il processo produttivo; il birrificio, infatti, non è aperto al pubblico.
Come in tutte le altre birrerie trappiste, la birra è venduta esclusivamente come supporto finanziario al monastero e per opere di bene. I monaci non aumenteranno la produzione per profitto in seguito alla crescita della domanda, ma solo per autosostentarsi.

## Tipologie
Il birrificio produce quattro tipi di birra:

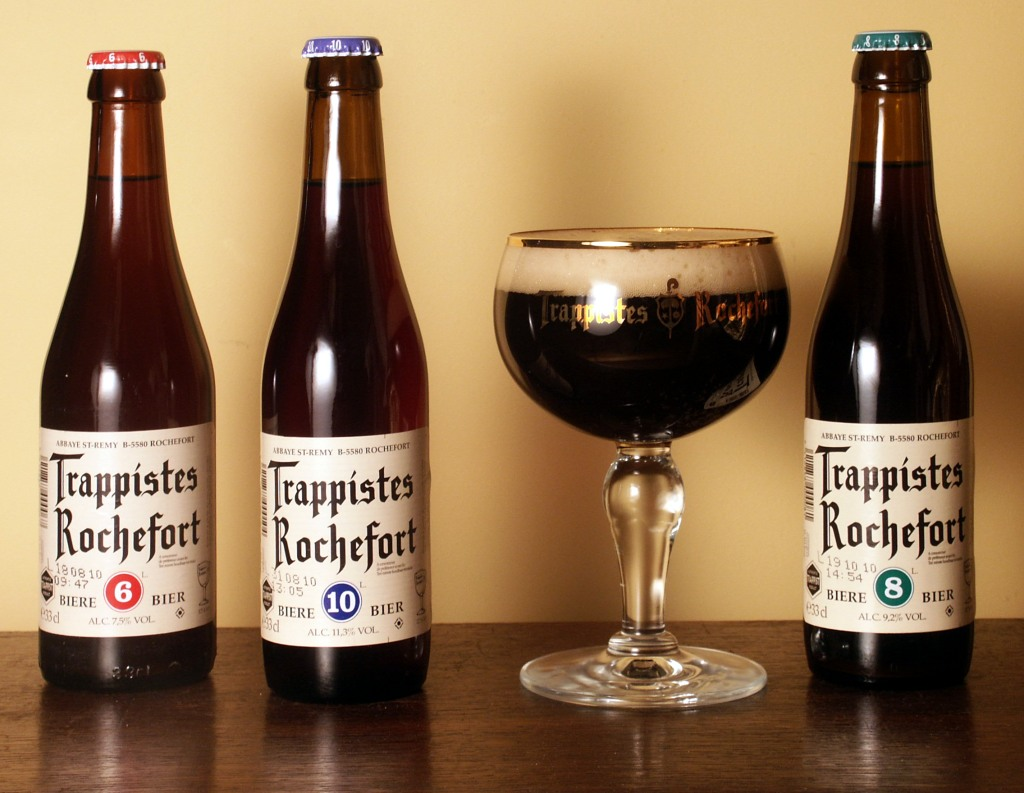
Rochefort 6, 10 e 8 in bottiglie da 33 centilitri

- Rochefort 6 (tappo rosso, 7,5% vol.), è una birra dal colore rosso, che ricorda le foglie autunnali. Ha un sapore consistente, leggermente speziato, e un gusto intenso di caramello, frutta ed un tocco d'uva. È prodotta una sola volta all'anno e rappresenta circa l'1% della produzione totale. Per questo è la tipologia più rara e piuttosto difficile da ottenere.
- Rochefort 8 (tappo verde, 9,2% vol.), è una birra dal colore marrone-giallastro, con un aroma più pronunciato e fruttato. Conosciuta già dal 1954, inizialmente veniva chiamata "Spéciale"; in seguito al successo crescente, è arrivata a costituire la porzione più estesa della produzione.
- Rochefort 10 (tappo blu, 11,3% vol.), è una birra marrone-rossastra con una schiuma molto compatta il cui sapore variegato ricorda un misto di frutta candita, fichi, miele, spezie piccanti, liquirizia e cannella. Il gusto di questa ricca ale è in gran parte condizionato dal contenuto alcolico, che qualcuno può trovare eccessivo.
- Rochefort 8 cuvée (tappo verde, sughero 9,2% vol.), è una birra prodotta solo per il periodo natalizio, in formato 0,75 o 1,5 litri. L'etichetta è diversa di anno in anno, di solito raffigurante Babbo Natale, comunque sempre in tema natalizio.

Come molte forti birre belghe, possono essere conservate nelle cantine anche per cinque anni, mantenendo la loro qualità. Ognuna di queste birre è prodotta secondo la stessa ricetta; l'unica cosa che cambia è la gradazione alcolica. L'acqua utilizzata per queste birre viene attinta da un pozzo, situato all'interno delle mura del monastero.

## Galleria d'immagini

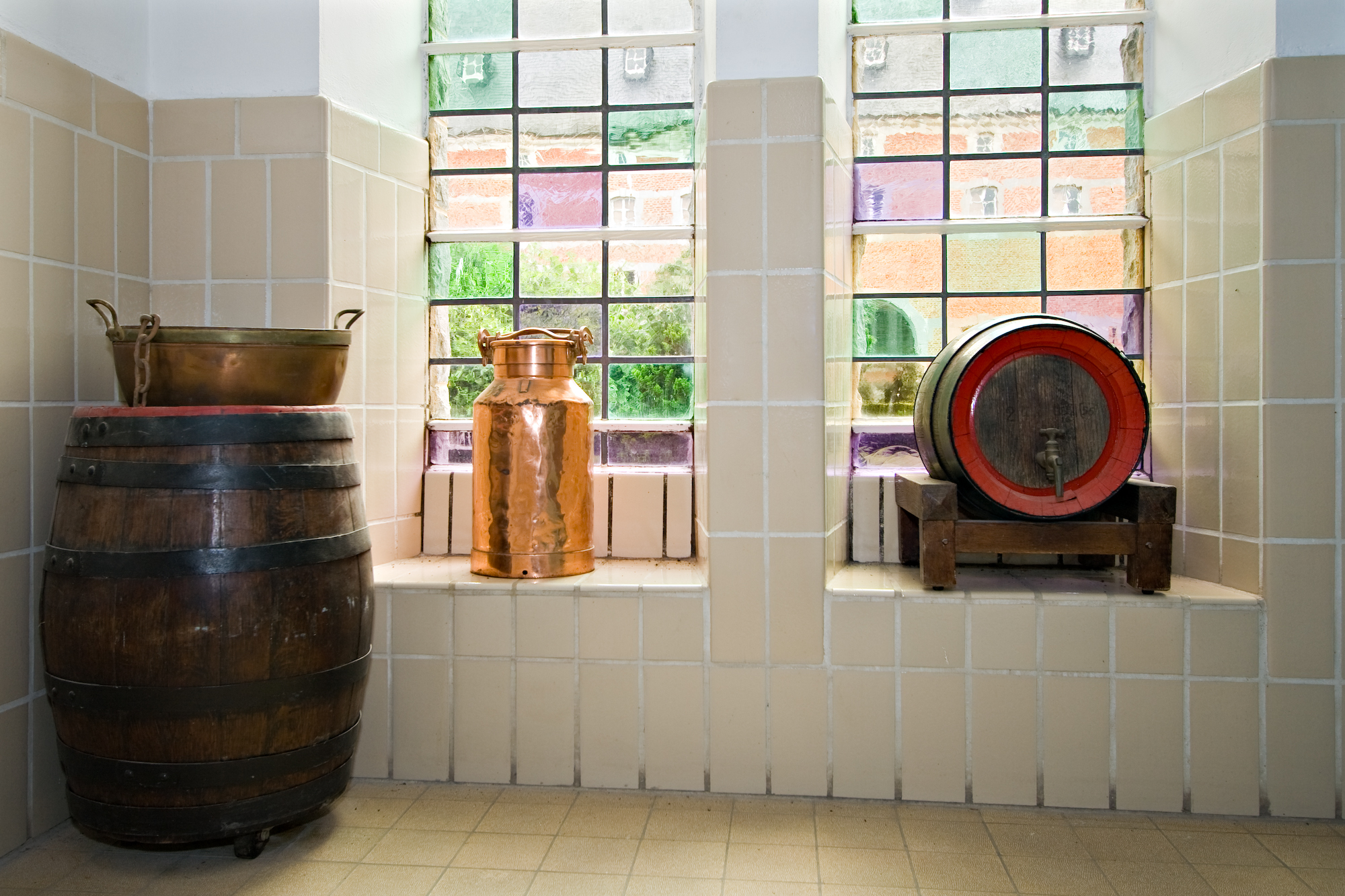
L'entrata del birrificio, all'interno dell'abbazia
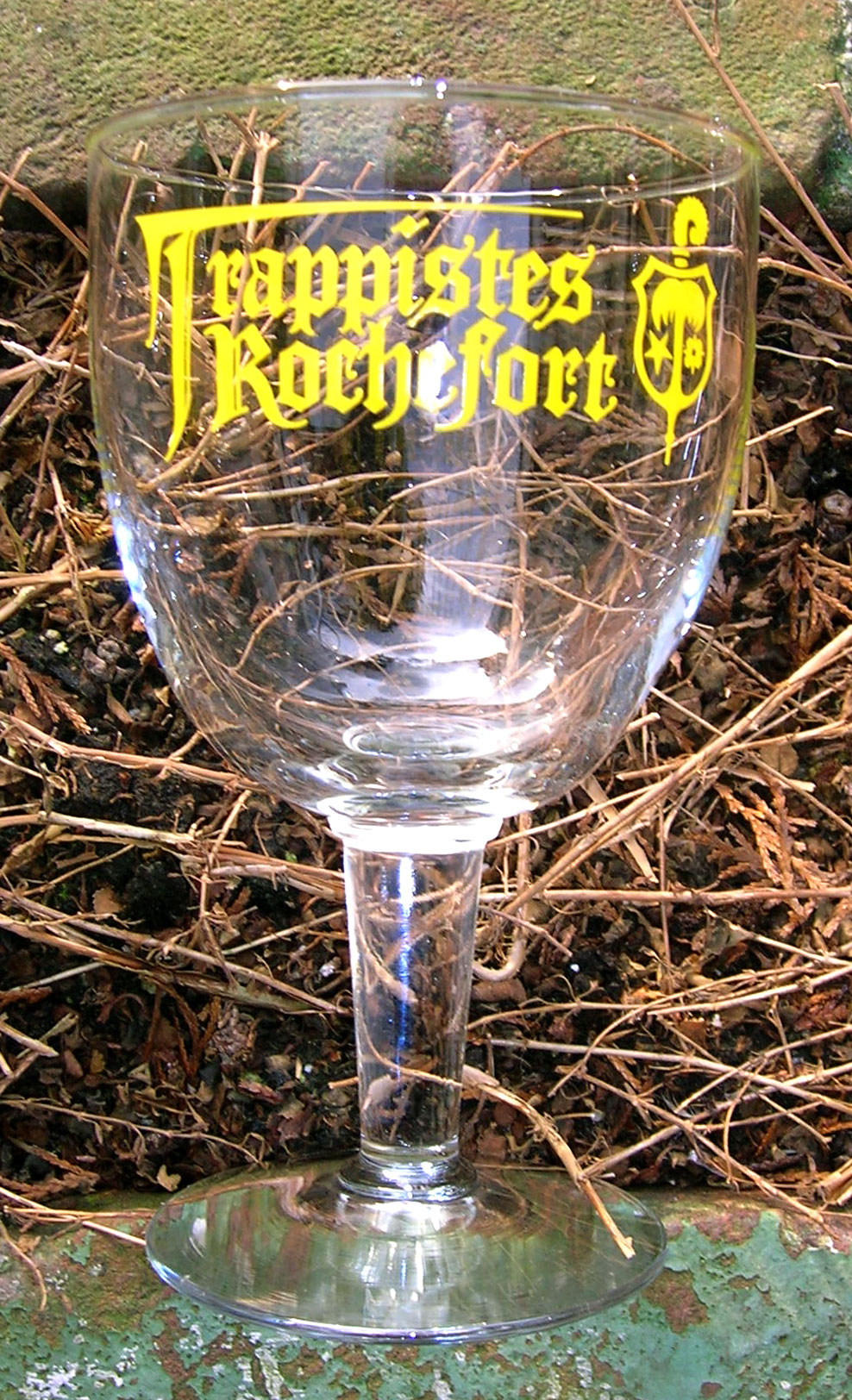
Bicchiere di birra
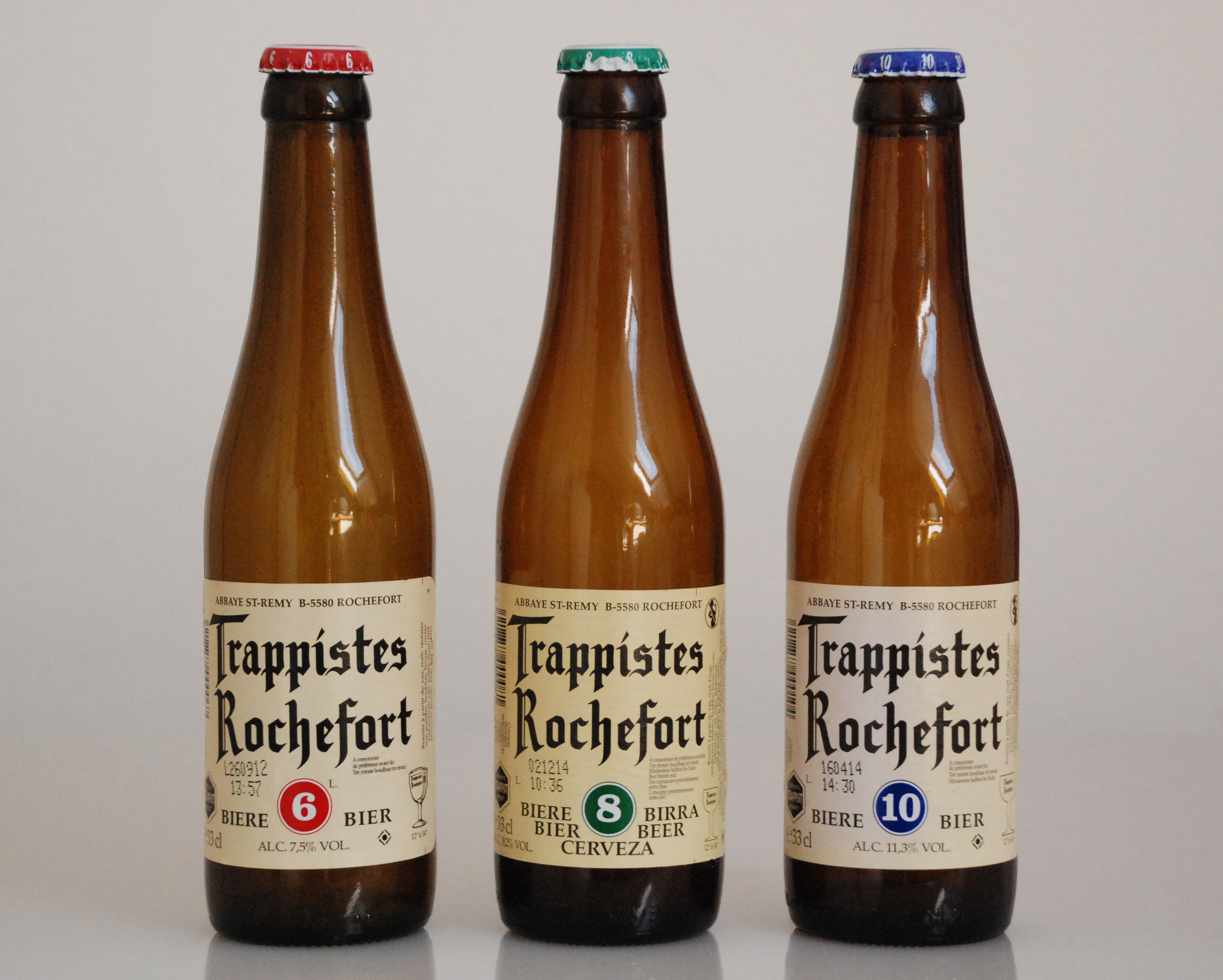
Le tre bottiglie vuote da 33cl di birra Rochefort